# Bienal Internacional de Escultura
La Bienal Internacional de Escultura que se realiza desde 1988 en la ciudad de Resistencia, Argentina, es un concurso organizado por la Fundación Urunday y el Gobierno de la Provincia del Chaco -conformando el 'Comité Organizador'. En cada edición, entre diez y quince artistas del ámbito regional, nacional e internacional son previamente seleccionados teniendo en cuenta su participación en éste u otros certámenes previos. Durante el plazo de una semana, deben realizar su obra al aire libre y a la vista de los visitantes. Al finalizar la semana, el sábado por la noche, se lleva a cabo una ceremonia de clausura, con su correspondiente entrega de premios. Al finalizar el concurso, las obras son expuestas durante 60 días. Luego de este tiempo, son repartidas en distintos puntos de la ciudad bajo el título de Patrimonio Cultural de la Ciudad de las Esculturas.
El concurso es el evento más importante que se lleva a cabo en Resistencia y esto se ve reflejado en los visitantes que reciben los escultores por día y los asistentes al acto de clausura. En los alrededores del área de trabajo se realizan distintas actividades culturales, como seminarios de arte, conciertos y espectáculos.
El eslogan con el que históricamente la Fundación Urunday presentó este certamen es el siguiente: "Invitamos a todos los habitantes del planeta a sentir la calidez de nuestra gente. Y les aseguramos, que en cada invierno de sus vidas, habrá un Chaco y una Resistencia, la Ciudad de las Esculturas"

## Historia

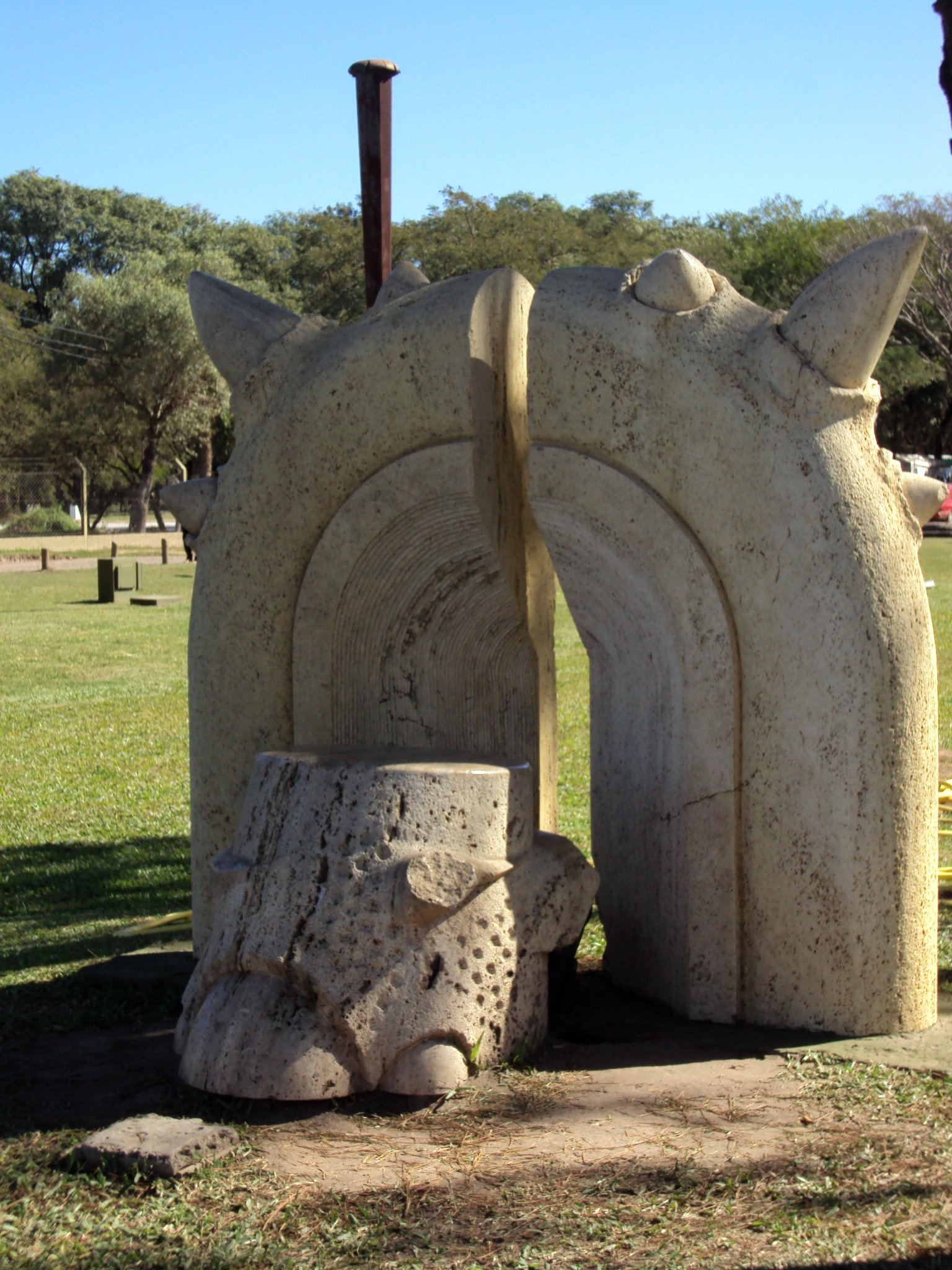
Escultura: Bosque. Escultor: Baku Inoue. Ubicada en el MuSEUM.

Si bien el concurso en sus orígenes comenzó con un carácter local y nacional, lentamente pasó al ámbito internacional. Su denominación cambió a lo largo de los años, de acuerdo a las características del momento: 
- Concurso Nacional de Escultura en Madera (6 ediciones: 1988 ~ 1993),
- Concurso Internacional de Escultura en Madera (2 ediciones: 1991 y 1994),
- Trienal Nacional de Escultura en Madera (1995),
- Trienal Americana de Escultura (1996),
- Concurso Milenio (1999).
- Bienal Internacional de Escultura (desde 1998).

Asimismo, la entidad organizadora de este evento recibió el nombre de Fundación Urunday, como homenaje a la materia prima de los primeros certámenes de esculturas organizados en dicha ciudad. Tras la organización del primer evento en 1988 y la posterior inauguración de la Fundación en 1989, los certámenes establecían el uso de la madera de urunday como materia prima para el tallado de las esculturas, hasta que en 1996 se abrió la posibilidad de emplear nuevos materiales como el mármol travertino, el de Carrara y distintos tipos de metales, a fin de preservar la población forestal.
Desde 1997, el certamen cuenta con el apoyo de la Unesco. En 2006, se declara a la ciudad de Resistencia como Capital Nacional de las Esculturas.
Tradicionalmente este concurso se celebraba en la Plaza 25 de mayo de 1810, plaza central de Resistencia, y desde la edición 2006, se optó por el recientemente inaugurado Paseo Costanero del Río Negro. De la misma manera, las esculturas de los certámenes anteriores solían ser emplazados en el "Paseo de las Esculturas", sobre la avenida Sarmiento, pero al ser el terreno de propiedad del Poder Judicial de la Provincia, las obras debieron moverse, y ahora un destino común para éstas es la recientemente renovada laguna Argüello. Gracias a esta Bienal, hasta julio de 2012, la ciudad cuenta con alrededor de 550 obras de arte en casi toda su extensión. Por su enorme aporte a la cultura y el arte argentino, la Fundación Konex le otorgó un Premio Konex - Diploma al Mérito, y ha sido reconocida con el premio Alfredo Roland a la trayectoria cultural, por la Asociación Argentina de Críticos de Arte.
El primer webdoc de Chaco, rinde homenaje a las esculturas de la ciudad y propone un recorrido multimedial e interactivo.
Frecuentemente algunas esculturas son utilizadas con fines lúdicos, intervenciones artísticas o de concientización.

## Bienal 2006
Para la edición del año 2006 se seleccionaron los siguientes artistas participantes:
| País de origen  | Escultor            | Premio    |
| --------------- | ------------------- | --------- |
| Argentina       | Juan Pezzani        | 2° Premio |
| Brasil          | Leonardo Ceolin     |           |
| Canadá          | Don Dickson         |           |
| China           | Li Dongliang        |           |
| Estados Unidos  | Hanna Jubran        |           |
| Francia         | Vincent Lievore     |           |
| Japón           | Masahiro Hasegawa   |           |
| Polonia         | Piotr Twardowski    | 1° Premio |
| Reino Unido     | Michael Lyons       |           |
| República Checa | Jan Eduard Spanihel |           |
| Rusia           | Vladimir Golovkov   |           |

## Bienal 2008
En el año 2008 se cumplieron 20 años de realización de concursos, puesto que en 1988 comenzaron en forma anual y a partir del 2000 fueron bienales.

## Bienal 2010: “La Globalización, el Bicentenario y los Pueblos Originarios”
El concurso se desarrolló desde el 17 al 24 de julio, con la consigna de “La Globalización, el Bicentenario y los Pueblos Originarios”, en la cual participaron 10 escultores de nivel internacional y varios de nivel nacional.

## Bienal 2012: “La Profecía”

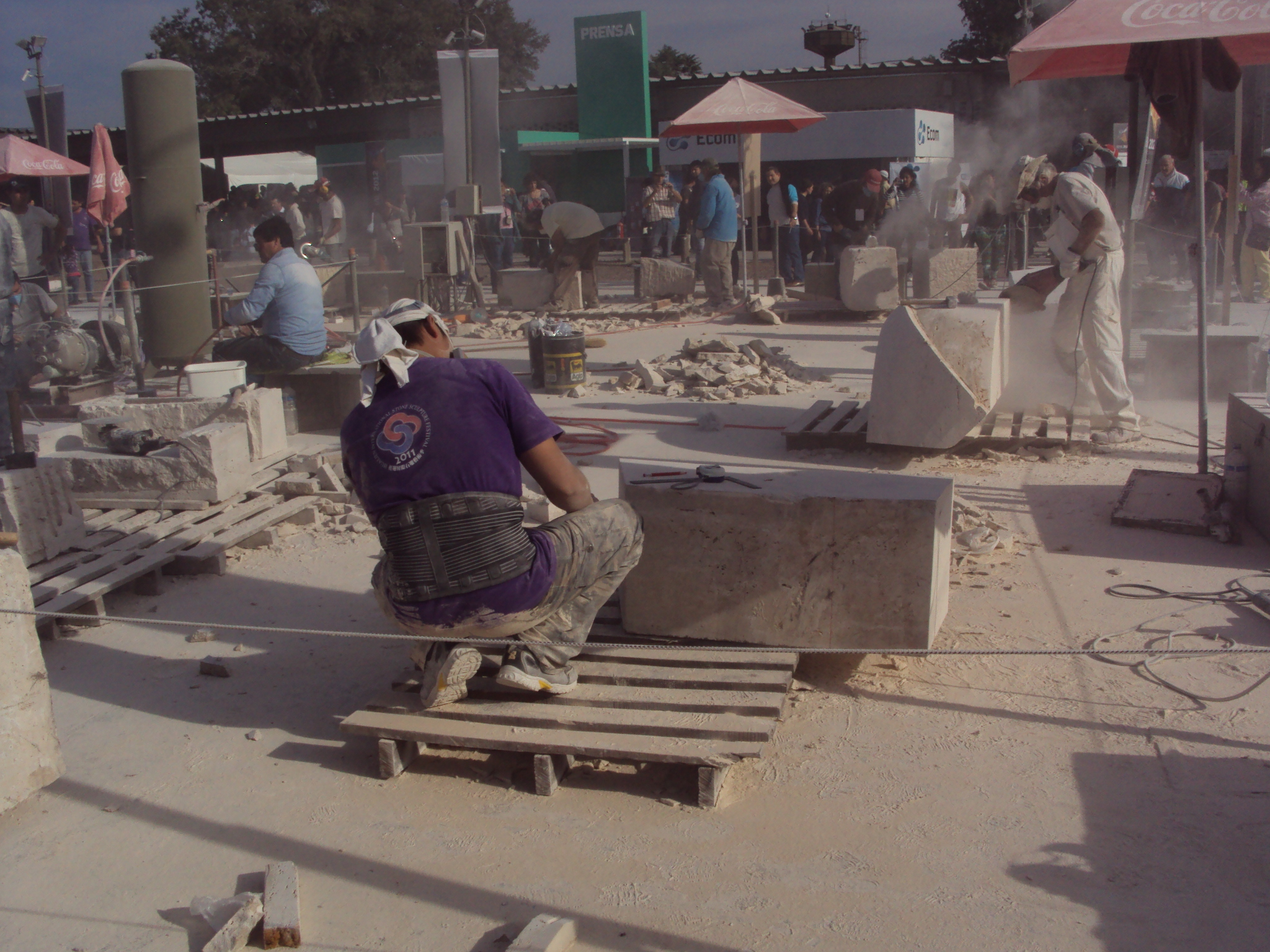
Artistas tallando el mármol.

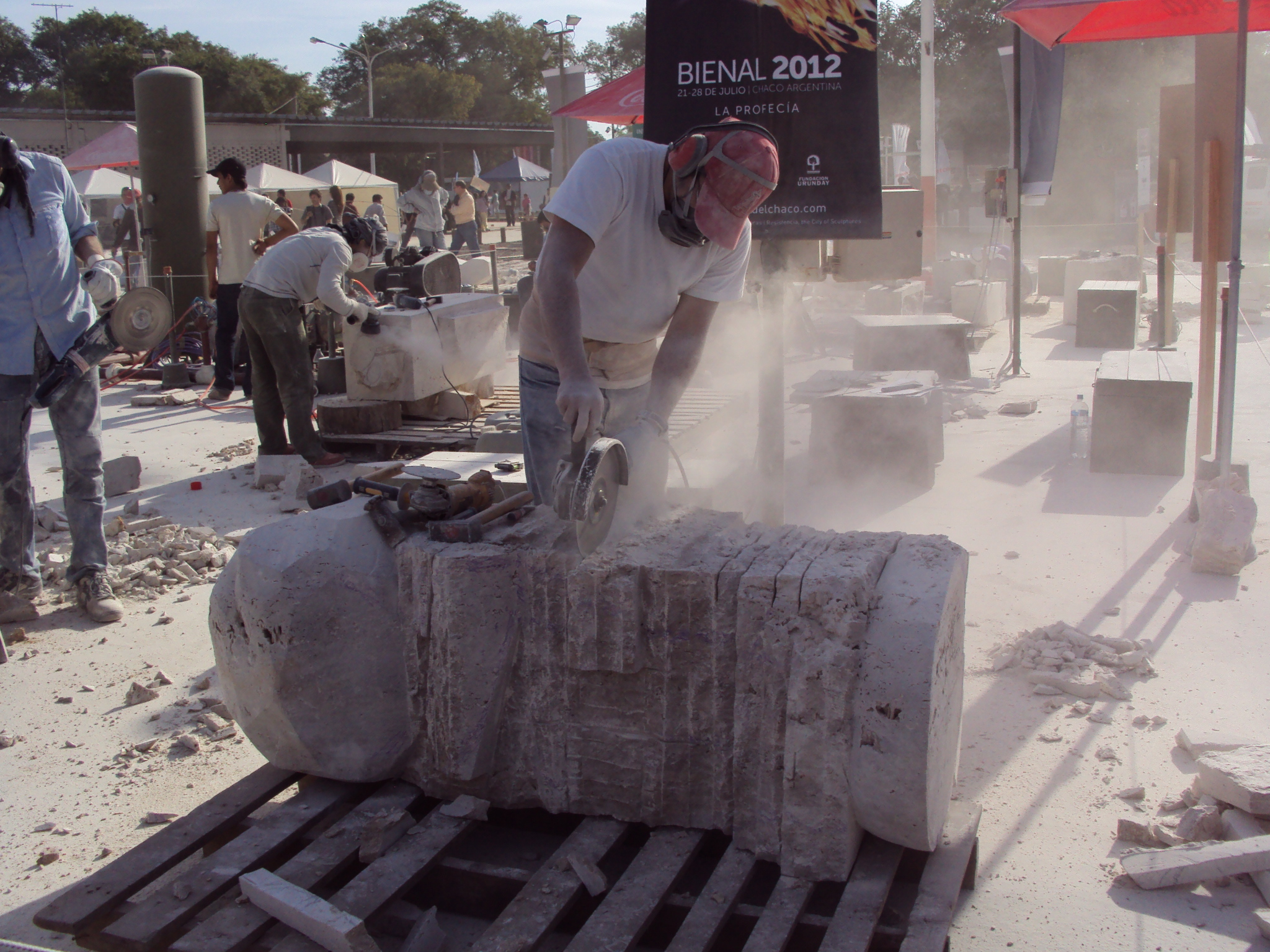
Trabajos de esculpido sobre mármol.

El concurso se desarrolló desde el 21 al 28 de julio, bajo la consigna de “La Profecía”, en el que participaron 12 escultores.
Los escultores elaboraron esculturas en mármol.
| País de origen | Escultor            | Obra                                        | Premio                                         |
| -------------- | ------------------- | ------------------------------------------- | ---------------------------------------------- |
| Colombia       | Fernando Pinto      | «Espejos del cielo»                         | 1° Premio                                      |
| Portugal       | Mário Lopes         | «Interior»                                  | 2° Premio                                      |
| México         | Carlos Monge        | «Sexto Sol»                                 | 3° Premio                                      |
| Japón          | Baku Inoue          | «El bosque en paz»                          | Premio de los Escultores. Premio de los niños. |
| Siria          | Elias Naman         | «Svela»                                     | Premio del Público                             |
| Argentina      | Néstor Vildoza      | «El último Baktún»                          | Premio Femechaco                               |
| Italia         | Alessio Ranaldi     | «Adelante»                                  | Premio OSDE                                    |
| Corea del Sur  | Im Ho Young         | «Memorando de un investigador interestelar» |                                                |
| India          | Mahadev Prabhudesai | «Bolsa de leche»                            |                                                |
| Taiwán         | Wang Lan-Biao       | «Rompecabeza»                               |                                                |
| Cuba           | René Negrín Méndez  | «Mi profecía»                               |                                                |
| Perú           | Aldo Shiroma Uza    | «El dragón y el árbol de la vida»           |                                                |

## Bienal 2014: “Homo Novus”

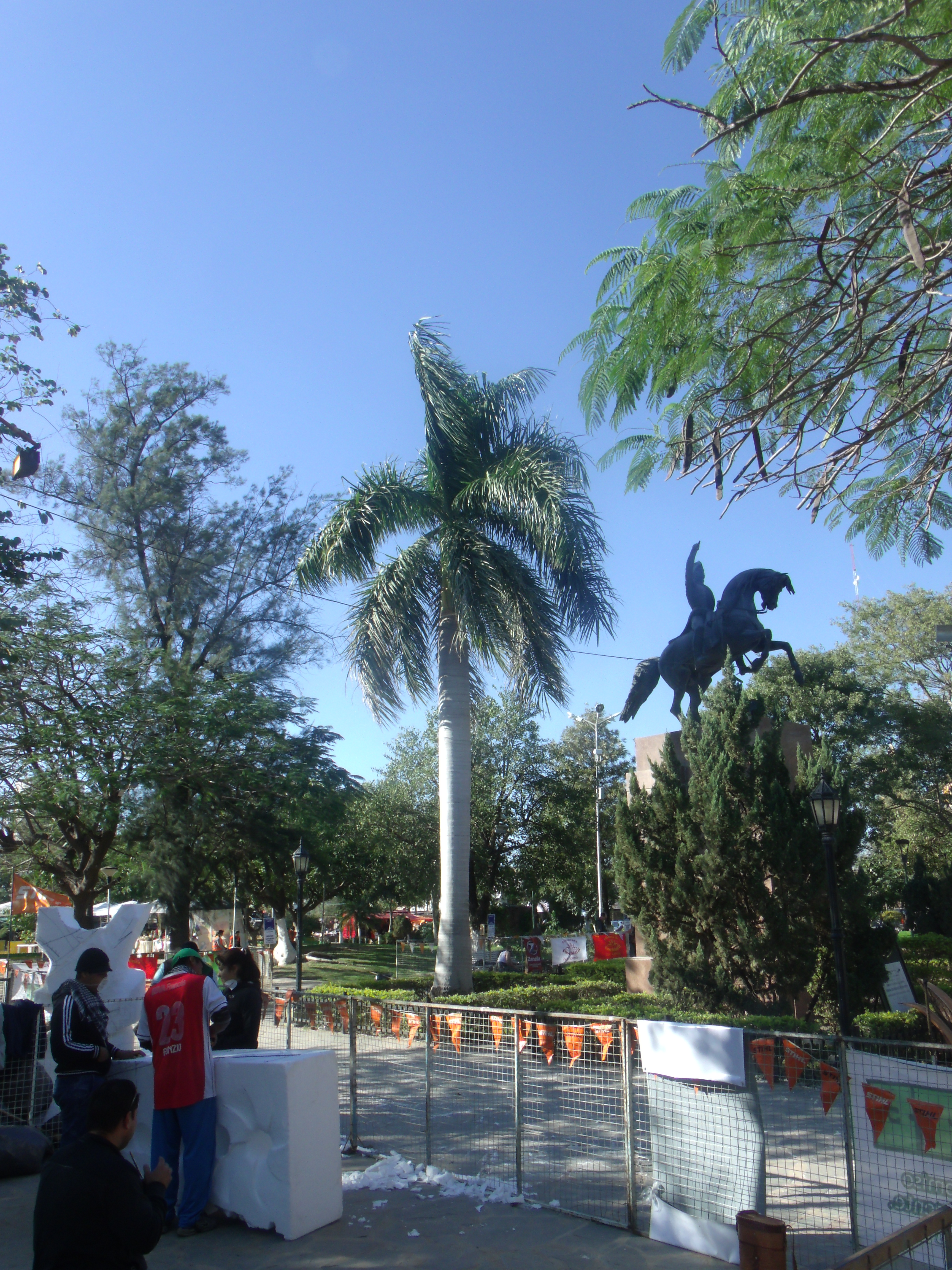
Concurso de esculturas en la Plaza de General San Martín, Chaco

La edición del año 2014 se llevó a cabo del 12 al 19 de julio con la consigna: “Homo Novus”. El material que se empleó para la realización de las esculturas fue acero inoxidable, siendo la primera vez en ser utilizado en la muestra.
| País de origen | Escultor                 | Obra                                 | Premio |
| -------------- | ------------------------ | ------------------------------------ | ------ |
| Alemania       | Robert Kögel             | «Resistir»                           |        |
| Argentina      | Raúl Oscar Gomez         | «Sueño y Promesa»                    |        |
| Austria        | Josef Baier              | «Evolución”(espiral logarítmico)»    |        |
| Francia        | Thierry Ferreira         | «Semillas Cubicas»                   |        |
| Japón          | Kei Nakamura             | «Capullo»                            |        |
| Turquía        | Ilker Yardimci           | «S-olo»                              |        |
| Polonia        | Piotr Twardowski         | «Sólo Escucha»                       |        |
| Portugal       | Hugo Maciel              | «Crecimiento en la vida»             |        |
| Puerto Rico    | Rubio Harak              | «El despertar de mi eterno Guardián» |        |
| Rusia          | Gleb Tkachenko           | «Virtud»                             |        |
| Perú           | Percy Raúl Zorrilla Soto | «Creador»                            |        |

## Bienal 2016: "Equilibrium"
En esta ocasión se llevó a cabo como experiencia iniciática y de aprendizaje el Premio Desafío, concurso escultórico donde participaron más de treinta estudiantes avanzados de las escuelas de Bellas Artes de diferentes provincias. En paralelo a los certámenes de escultura, tuvieron lugar otras expresiones del arte contemporáneo, como arte efímero, intervenciones, instalación acuática, obras colectivas con originarios, jornadas de arte lúdico para los niños y el soporte teórico de talleres y conferencias.

## Bienal 2018: "Identidad en movimiento"
Como conmemoración del 30 aniversario, se realizó el Concurso Internacional de Escultura “Gran Premio de Honor 30 años”, en el que participaron los ganadores de las 10 Bienales realizadas entre 1998 y 2016:
Raúl “Pájaro” Gómez / Argentina;
León Saavedra Geuer / Bolivia;
Piotr Twardowski / Polonia;
Tobel / Alemania;
Fernando Pinto / Colombia;
Thierry Ferreira / Francia;
Qian Sihua / China.

## Premios
El concurso reparte una buena suma de dinero entre sus concursantes. Solo por participar, los artistas reciben 5000 dólares por parte de organizadores, al igual que una medalla y un certificado de participación. Por otro lado, distintas empresas públicas y privadas aportan dinero en efectivo para los distintos premios, cuyas sumas son las siguientes:
| Distinciones                                | Premios                       |
| ------------------------------------------- | ----------------------------- |
| Primer Premio                               | US$ 10 000 y Medalla de Oro   |
| Segundo Premio                              | US$ 4.000 y Medalla de Plata  |
| Tercer Premio                               | US$ 3.000 y Medalla de Bronce |
| Premio OSDE                                 | US$ 1.000                     |
| Premio Femechaco                            | US$ 1.000                     |
| Premio de los Escultores “Efraín Boglietti” | US$ 1.000                     |
| Premio del Público                          | US$ 1.000                     |
| Premio de los Niños “Reinaldo Martínez”     | US$ 1.000                     |

También se entregan plaquetas conmemorativas.

## Galería de imágenes

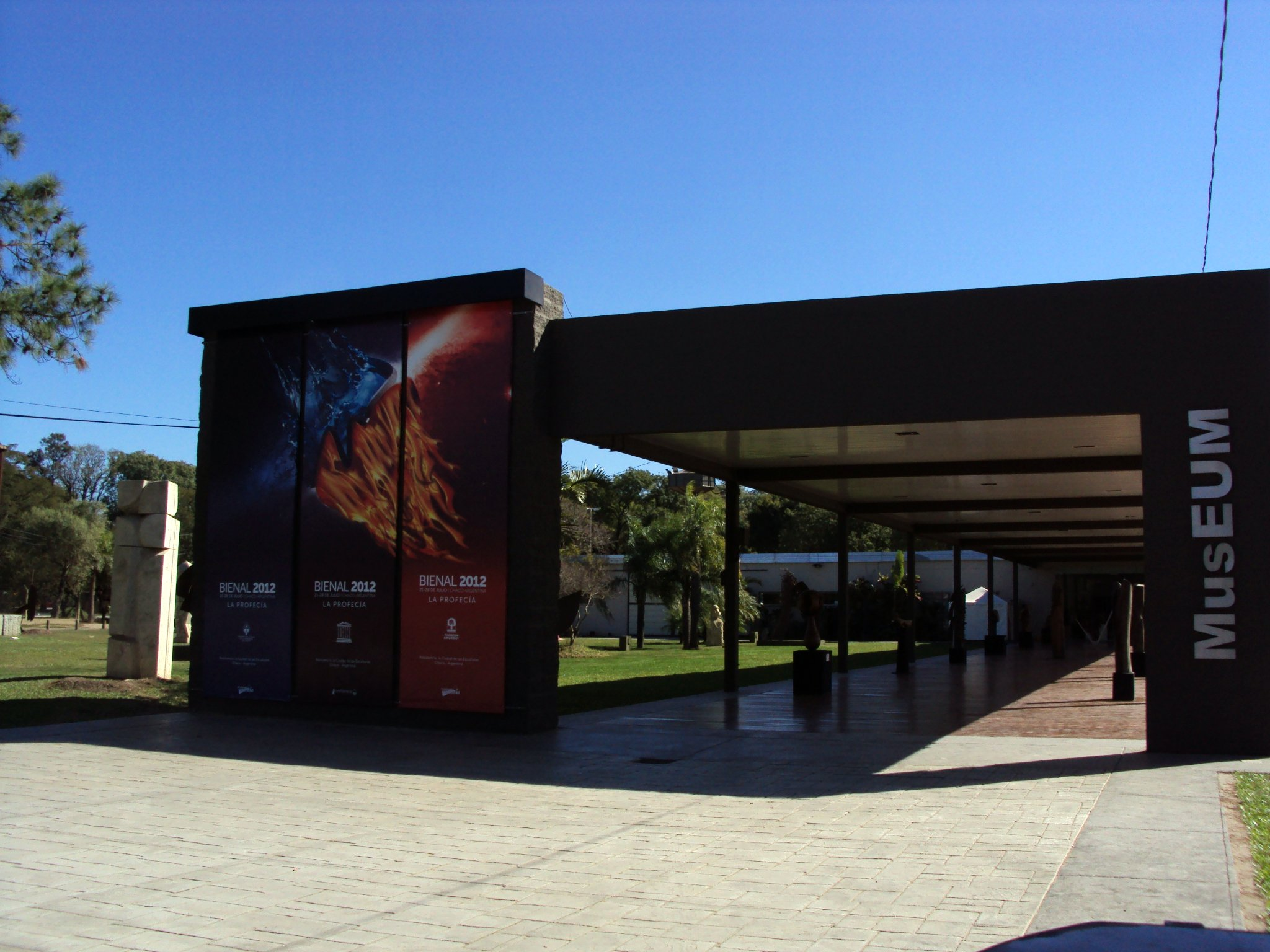
Entrada principal del MusEUM, Museo de las Esculturas Urbanas del Mundo.
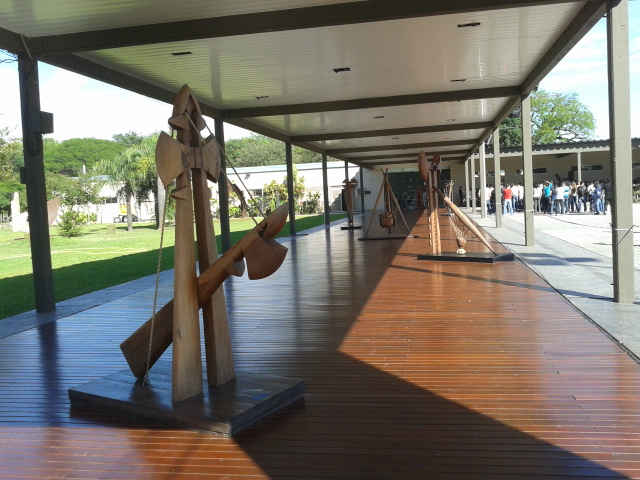
MusEUM, Museo de las Esculturas Urbanas del Mundo.
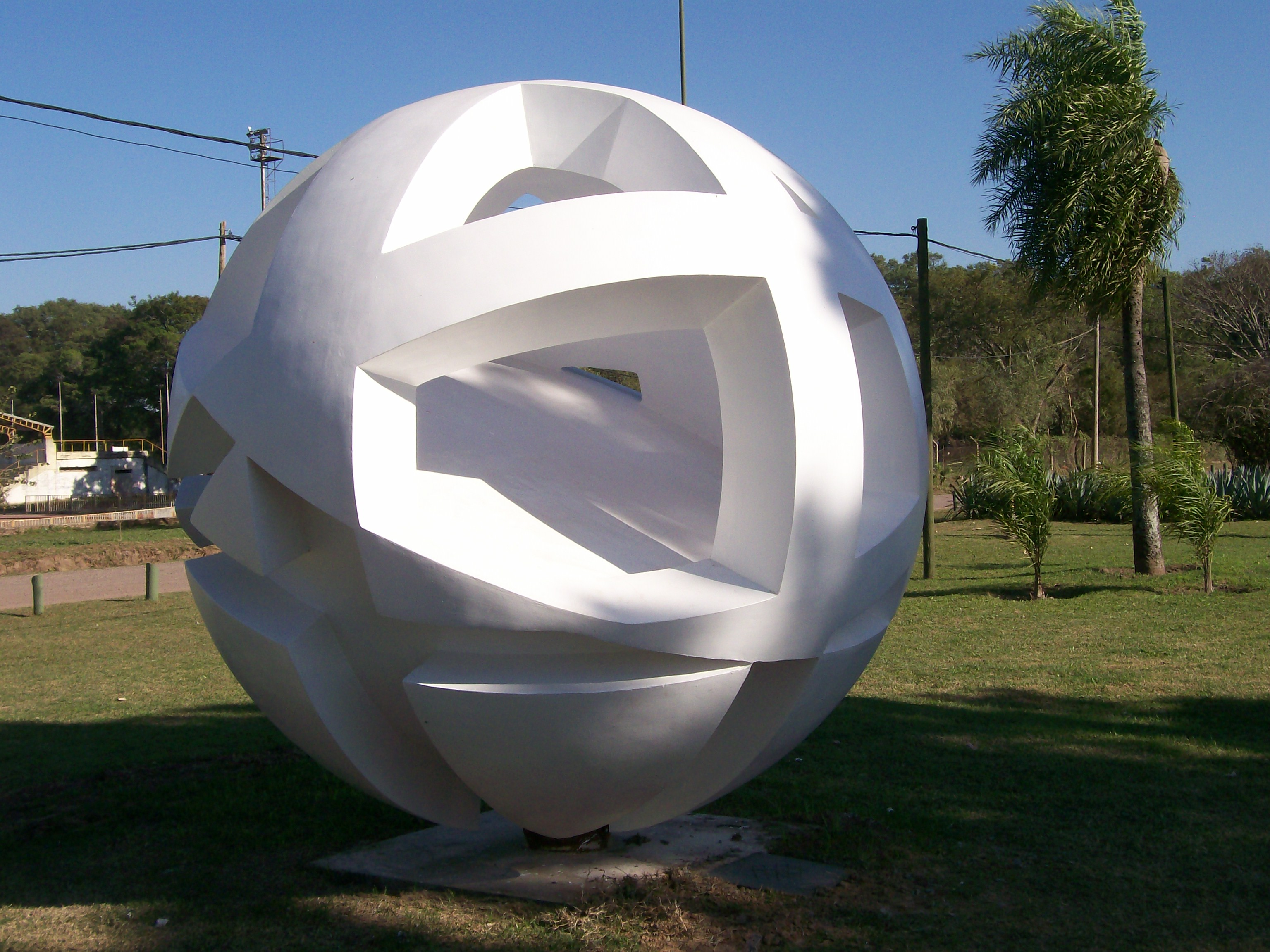
Escultura en el Parque 2 de Febrero, Resistencia, Chaco, Argentina.
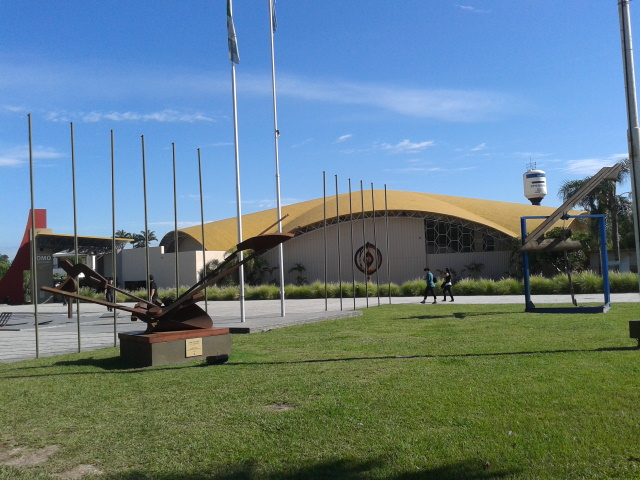
Domo del Centenario, Resistencia, Argentina.
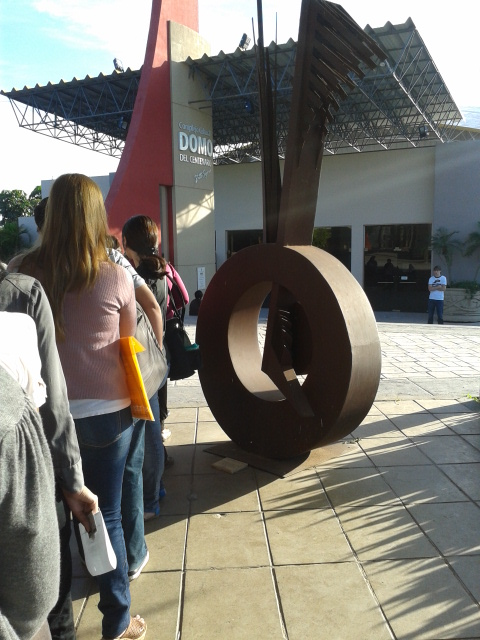
Domo del Centenario, Resistencia, Argentina.
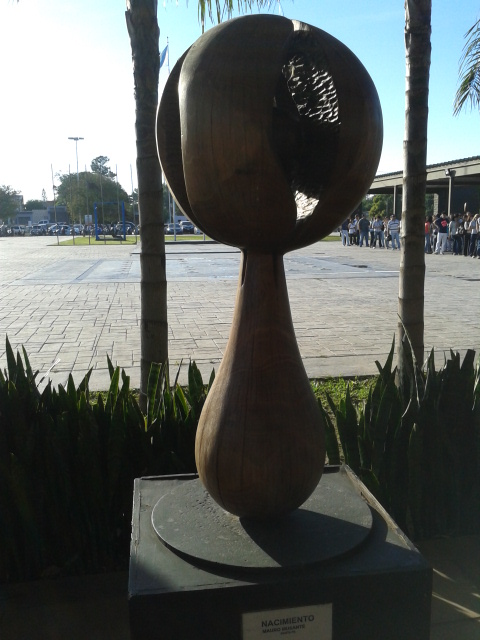
Escultura: Nacimiento. Ubicada en el MusEUM.